# Български паспорт
Българският паспорт, или както е наричан в миналото задграничен паспорт, е български личен документ за пътуване в чужбина, издаден на гражданин на България, който да служи за установяване на самоличността на лицето и доказателство за българското гражданство.
Всеки български гражданин е и гражданин на Европейския съюз. Министерството на вътрешните работи е отговорно за издаването и подновяването на паспортите. За пътуване в рамките на Европейския съюз, страните влизащи в Шенгенската зона и Общата зона за пътувания, както и в Босна и Херцеговина, Черна гора, Косово, Сърбия, Република Северна Македония и Турция, българските граждани не са длъжни да носят паспорт, а могат да използват само своите национални лични карти. Паспортът дава право на притежателя му за помощ и закрила от българските и европейски дипломатически представителства и консулски служби в чужбина, като продължава да бъде собственост на Република България. Редовните български паспорти се издават на срок от 5 години (все още няма друга налична възможност за продължителност).

## Издаване
Обикновените български паспорти се издават от Министерството на вътрешните работи. При пътуване само в границите на Европейския съюз не е задължително да се носи български паспорт; за удостоверяване на самоличността е достатъчно само представяне на българска лична карта. В настоящите български паспорти, личните данни и информацията са изписани на български и английски език.

## Видове
- Паспорт – достъпен за всички български граждани. Издава се от МВР.
- Служебен паспорт – издава се от МВнР на служителите от централната и териториалната администрация, изпълняващи служебни функции в чужбина.
- Дипломатически паспорт – издава се на „дипломати“.
- Моряшки паспорт – издава се от Държавната инспекция по корабоплаване (Министерство на транспорта).

## Външен вид
Българските паспорти имат общоприетия в ЕС вид, цвят бордо, с българския герб в централната част на предната корица. Официалното име на държавата – „РЕПУБЛИКА БЪЛГАРИЯ“ на български и „REPUBLIC OF BULGARIA“ на английски е изписано с главни букви над герба, а думата „ПАСПОРТ“/„PASSPORT“ ((en)) – под него. Той се издава за срок от пет години и съдържа 32 или 48 страници.
Сигурността и защитата от фалшифициране се осигурява чрез използване на холографски изображения, микро печат, UV-видими белези, водни знаци, и т.н.
Като допълнителна защита се използва технологията на пряко отпечатване на снимката на притежателя върху специалната хартия на паспорта. Всички паспорти могат да се разчитат от специалните машини за четене на паспортни данни.

### Паспорти с биометрични данни
Започвайки от 29 март 2010 г.,  всички новоиздадени български паспорти съдържат чип с биометрични данни, както и текст „Европейски съюз“ (български)/„European Union“ (английски) над официалното име, като по този начин ще бъде отразено членството на България в ЕС. Другите нововъведения касаят промяната изгледа на вътрешните страници – въведени са елементи, показващи забележителности и паметници в страната. Срокът на валидност остава 5 години.

### Езици
Цялата информация е налична както на български, така и на английски език и на френски език.

## Галерия с исторически снимки
- Паспорт на Царство България около 1944
- Български
 не биометричен паспорт преди влизането в ЕС (1999 – 2009)

## Безвизово пътуване

### Европа
| - ЕС† - Албания† - Андора† - Беларус - Босна и Херцеговина† - Исландия† - Ман - Джърси - Косово - Лихтенщайн† | - Северна Македония† - Молдова - Черна гора† - Норвегия† - Сан Марино† - Сърбия† - Швейцария† - Украйна - Ватикан† |

### Африка
| - Бурунди1 - Бенин - Кабо Верде1 - Коморски острови4 - Джибути1 - Египет1 - Гамбия5 - Кения1 | - Мадейра1 - Мавриций - Мароко - Майот - Мозамбик1 - Реюнион† - Света Елена, Възнесение и Тристан да Куня | - Сейшелски острови - Танзания1 - Того1 - Тунис - Уганда1 - Замбия1 |

### Америка
| - Антигуа и Барбуда - Аржентина - Аруба - Бахамски острови - Барбадос - Белиз - Бразилия - Британски Вирджински острови - Кайманови острови - Канада - Чили - Коста Рика - Доминика - Доминиканска република2 - Еквадор | - Салвадор2 - Фолкландски острови - Френска Гвиана† - Гренада - Гренландия - Гваделупа† - Гватемала - Хаити - [[Image:\|22x20px\|border \|link=]] Хондурас - Ямайка1 - Мартиника† - Мексико - Нидерландски Антили - Никарагуа | - Парагвай - Перу - Сен Бартелми - Сейнт Китс и Невис - Сейнт Лусия - Сен Мартен - Сен Пиер и Микелон - Сейнт Винсент и Гренадини - Тринидад и Тобаго - Търкс и Кайкос - Уругвай - Венецуела |

### Азия
| - Армения1 - Азербайджан1 - Бангладеш1 - Бруней - Грузия - Камбоджа1 - Хонконг - Индонезия1 - Иран1 - Ирак1 - Израел | - Япония - Йордания1 - Южна Корея - Лаос1 - Ливан1 - Макао - Малайзия - Малдиви | - Монголия† - Непал1 - Оман1 - Палестинска автономия3 - Филипини - Сингапур - Турция† - Шри Ланка - Йемен1 |

### Австралия и Океания
| - Австралия - Острови Кук - Фиджи - Кирибати - Френска Полинезия - Маршалови острови - Микронезия | - Нова Каледония - Нова Зеландия - Норфолк - Ниуе - Палау - Самоа | - Източен Тимор1 - Токелау - Тонга - Тувалу - Вануату - Уолис и Футуна |

1 Визата се издава на границата. 
2 Необходима е туристическа карта (10 $). 
3 Официално няма визов режим, де факто безвизов. Прилагат се същите правила както и в държавата, контролираща тази територия.
4 Безплатна 24 ч виза се издава при пристигане на летището. В рамките на 24 ч тази виза трябва да бъде преоформена като пълноценна виза в имиграционния отдел в Морони. Взима се такса. 
5 При влизане на границата се издава 24 – 72 ч виза, която, по-нататък трябва да бъде преоформена като 1 месечна виза в имиграционната служба в Банджул. Взима се такса. 
† Паспорт не се изисква – валидна лична карта е достатъчна.

### Безвизово пътуване за притежатели на дипломатически паспорт
Наличието на дипломатически паспорт (издава се на лицата, дефинирани в чл. 38, ал. 1, т. 1 от Закона за българските документи за самоличност) дава право на притежателя му да пътува без визи в следните държави:
| - Китай - Монголия - Северна Корея | - Русия - Република Южна Африка - Виетнам |

## Такси (от 2011 г.)
Паспорт
| Време за издаване                                                                                               | 30 дни | 3 дни  | 8 часа  |
| --- | ------ | ------ | ------- |
| Издаване на първи паспорт на лица до 14 г.                                                                      | 10 лв. | 20 лв. | 50 лв.  |
| Издаване на следващ паспорт на лица до 14 г.                                                                    | 20 лв. | 40 лв. | 100 лв. |
| Издаване на паспорт на лица между 14 и 58 г.                                                                    | 40 лв. | 80 лв. | 200 лв. |
| Издаване на паспорт на лица между 58 и 70 г.                                                                    | 20 лв. | 40 лв. | 100 лв. |
| Издаване на паспорт на лица над 70 г.                                                                           | 10 лв. | 20 лв. | 50 лв.  |
| Издаване на паспорт на лица с трайно намалена работоспособност или вид и степен на увреждане 50 и над 50 на сто | 3 лв.  | 6 лв.  | 15 лв.  |